# Consejo Nacional de Reforma
El Consejo Nacional de Reforma (en inglés: National Reformation Council o NRC) fue un grupo de altos oficiales militares de Sierra Leona, encabezados por el general de brigada Andrew Juxon-Smith. La junta de militares tomó el control del gobierno el 23 de marzo de 1967, tras suspender la Constitución y arrestar al general de brigada David Lansana, comandante de las Fuerzas Armadas.
Unos días antes, en un golpe de Estado, Lansana había puesto a Siaka Stevens, candidato del Congreso de Todo el Pueblo (APC) y alcalde de Freetown, bajo arresto domiciliario y declarado la Ley marcial ; esto se hizo apenas unas horas después de que Siaka Stevens fuera declarado nuevo Primer Ministro por el Gobernador General de Sierra Leona, Henry Josiah Lightfoot Boston, tras las muy reñidas elecciones generales. Lansana actuó sobre la base de que la determinación del cargo debería esperar a la elección de los representantes tribales a la cámara.
El NRC gobernó Sierra Leona hasta su derrocamiento en una rebelión militar el 18 de abril de 1968, conocida como el "Golpe de los Sargentos". Estos sucesos fueron liderados por un grupo de oficiales militares autodenominados Movimiento Revolucionario Anticorrupción (ACRM), bajo el mando del brigadier John Amadu Bangura. El ACRM arrestó a altos miembros del NRC, restauró la constitución y reinstauró a Stevens como primer ministro.